# 威尔士亲王半岛

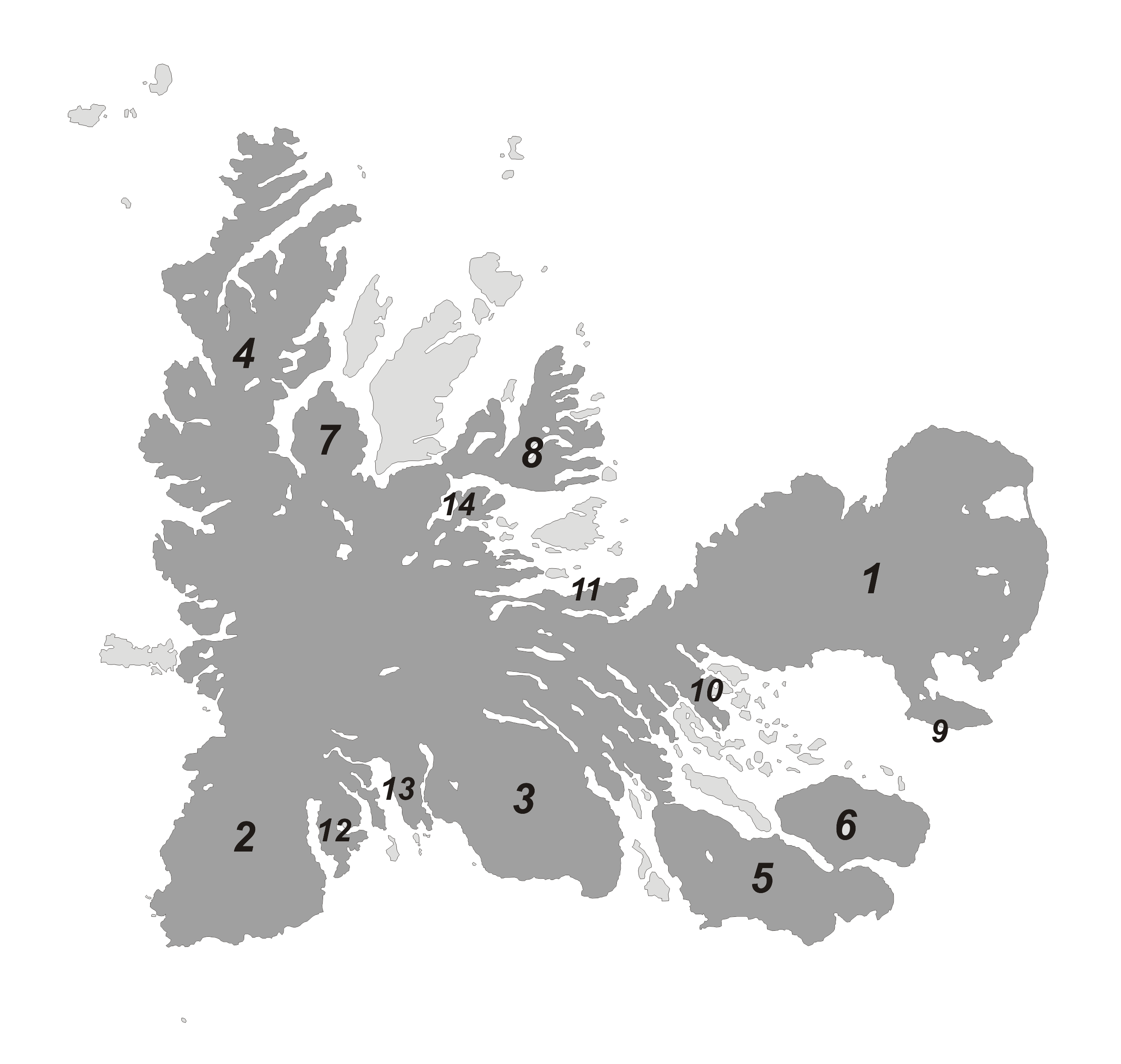

威尔士亲王半岛（法語：Presqu'île du Prince de Galles，發音：[pʁɛskil dy pʁɛ̃s də ɡal]），是南極洲的半島，位於凱爾蓋朗群島，處於格朗德特爾島東端，最高點海拔高度247米，由法屬南部領地負責管轄。